# Parahancornia surrogata
Parahancornia surrogata är en oleanderväxtart som beskrevs av J.L. Zarucchi. Parahancornia surrogata ingår i släktet Parahancornia och familjen oleanderväxter. Inga underarter finns listade i Catalogue of Life.